# Witold Kozakowski
Witold Feliks Kozakowski (ur. 17 sierpnia 1971 w Wolsztynie) – polski muzyk, nauczyciel, wykładowca warsztatów gitarowych, juror konkursów muzycznych, felietonista i dziennikarz, animator kulturalno-oświatowy, organizator wielu przedsięwzięć edukacyjnych i artystycznych.

## Biografia
Urodził się w 1971 roku w Wolsztynie, natomiast wczesne dzieciństwo spędził w Pile. Następnie jego ojciec podjął pracę w nowo powstałej Filharmonii Wałbrzyskiej, gdzie młody Witold przeprowadził się wraz z rodzicami i siostrą. Po ukończeniu szkoły podstawowej w 1986 roku kształcił się we wrocławskim Liceum Muzycznym im. Karola Szymanowskiego. Tam też zdał egzamin maturalny w 1990 roku, po którym podjął studia na Wydziale Instrumentalnym Akademii Muzycznej im. Karola Lipińskiego w klasie o specjalności gitara, pod kierunkiem starszego wykładowcy Marka Zielińskiego. Ponadto ukończył studia z zakresu pedagogiki artystycznej na Uniwersytecie Śląskim w Katowicach w 1995 roku oraz podyplomowe studia mistrzowskie w zakresie kameralistyki pod kierunkiem prof. Wandy Palacz w katowickiej Akademii Muzycznej. Dwukrotnie był stypendystą władz hiszpańskich w 1996 i 1997 roku.
Bezpośrednio po ukończeniu studiów podjął pracę we Wrocławiu w Fundacji Kultury Akademickiej Universitas. Następnie w czerwcu 1997 roku został zatrudniony jako instruktor do spraw muzycznych w Kłodzkim Ośrodku Kultury. Trzy miesiące później dodatkowo zatrudnił się w Państwowej Szkole Muzycznej I stopnia im. Fryderyka Chopina w Kłodzku w charakterze nauczyciela gry na gitarze. Dał się poznać jako sprawny i pomysłowy organizator życia kulturalnego na ziemi kłodzkiej. Był przez wiele lat sekretarzem Międzynarodowych Wieczorów Muzyki Organowej i Kameralnej w Kłodzku. Stworzył pracownię muzyczną w Kłodzkim Ośrodku kultury oraz należał do inicjatorów cyklu spotkań pt. Spotkania Ratuszowe, czyli otwartych spotkań publiczności z artystami, politykami i twórcami kultury. w latach 1999–2003 u boku Bogusława Michnika był zastępcą dyrektora Kłodzkiego Ośrodka Kultury. Po jego połączeniu z Centrum Edukacji Kulturalnej, pozostał głównym instruktorem w nowo powstałym Kłodzkim Centrum Kultury, Sportu i Rekreacji do 2007 roku.
Pełniąc funkcję prezesa Towarzystwa Artystyczno-Kulturalnego Ziemi Kłodzkiej, udało mu się pozyskać dotację z Ministerstwa Kultury i Dziedzictwa Narodowego, co pozwoliło na zorganizowanie w Kłodzku koncertu Krzysztofa Pendereckiego z Narodową Orkiestrą Symfoniczną Polskiego Radia. Największym jego osiągnięciem było powołanie do życia w 1998 roku Kłodzkiego Festiwalu Muzycznego „Gitariada” (wcześniej pod nazwą Kłodzkie Impresje Gitarowe). Ponadto należał do organizatorów Letnich Warsztatów Gitarowych w Jedlinie-Zdroju, Zimowych Warsztatów Gitarowych w Dusznikach-Zdroju oraz Ogólnopolskiego Kolędowego Konkursu Gitarowego w Bystrzycy Kłodzkiej. Aktualnie koncertuje solo oraz w duecie z Agnieszką Kozakowską. Był jednym z artystów Wrocławskiego Festiwalu Gitarowego. Prowadzi ożywioną działalność pedagogiczną w szkołach muzycznych w Bystrzycy Kłodzkiej, Kłodzku oraz w Wałbrzychu.
Poza działalnością muzyczno-oświatową przez wiele lat udzielał się jako dziennikarz w lokalnych mediach, w tym m.in.: „Słowie Polskim”, „Gazecie Kłodzkiej” oraz „Euroregio Glacensis”.
Za działalność edukacyjną, artystyczną i organizacyjną nagrodzony został m.in. przez Ministra Kultury i Dziedzictwa Narodowego, marszałka województwa dolnośląskiego, starostę powiatu kłodzkiego, Centrum Edukacji Artystycznej w Warszawie oraz odznaczony Brązowym (2007) i Srebrnym (2023) Krzyżem Zasługi. W 2017 roku Rada Miejska w Kłodzku nadała mu tytuł honorowego obywatela miasta.